# Vedvarende energi
Vedvarende energi (eller alternativ energi eller fornybar energi) er energi som kommer fra vedvarende kilder, altså kilder som inden for et menneskes levetid er uudtømmelige, såsom sollys, vind, nedbør, tidevand, bølger og jordvarme, det sidste også kaldet geotermisk energi. Vedvarende energi anvendes især på fire områder: elproduktion, fjernvarme, transport og energiforsyning i afsides egne, hvor der ikke er forsyningslinjer.
Ifølge en REN21-rapport stod vedvarende energi i 2014 for for 19,2% af verdens energiforbrug og i 2015 for 23,7% af verdens elproduktion. Energiforbruget udgøres dels af varmeenergi, med 8,9% fra traditionel biomasse, 4,2% fra moderne biomasse, jordvarme og solvarme, mens 3,9% er elektricitet fra vandkraft og 2,2% er elektricitet fra vindmøller, solceller, jordvarme og biomasse. Verden over blev der i 2015 investeret for mere end 286 mia US$ i vedvarende energi, hvor lande som Kina og USA tegnede sig for store investeringer i vind, vand, sol og biomasse. Det anslås, at der verden over er 7,7 mio arbejdspladser inden for vedvarende energi, med solcelleanlæg som den største sektor. I 2015 var mere end halvdelen af al nybygget eletricitetsproduktion vedvarende.
I modsætning til fossile brændsler som olie, gas og kernekraft er vedvarende energi tilgængelig i de fleste egne eller lande. En hurtig udbygning af vedvarende energi, fx i form af grøn omstilling, forbedrer forsyningssikkerheden mht energi foruden at det indebærer økonomiske fordele. For nylig har undersøgelser vist, at hvis udlederne af drivhusgasser gøres juridisk ansvarlige for de deraf følgende skadevirkninger, vil dette virke stærkt motiverende for anvendelse af vedvarende energi. Internationale meningsmålinger har vist, der er stor opbakning bag overgang til vedvarende energi fra fx sol og vind. I mere end 30 lande udgør vedvarende energi mere end en femtedel af energiforsyningen, og markedet for vedvarende energi forudses de kommende år at fortsætte sin kraftige vækst. I Island og Norge kommer i dag al elektricitet fra vedvarende energi, og mange andre lande har sat sig som mål i fremtiden at blive forsynet 100% med vedvarende energi. I Danmark har regeringen vedtaget, at hele energiforsyningen, dvs elektricitet, transport og opvarmning/afkøling skal komme fra vedvarende energi i 2050.
Vedvarende energi produceres oftest på store anlæg, men teknologierne bag vedvarende energi passer også godt til afsides egne uden energi-infrastruktur som rørledninger og højspændingskabler, fx i ulande, hvis udvikling er meget afhængig af energiforsyning. Ifølge den tidligere generalsekretær for FN Ban Ki-moon kan vedvarende energi være stærkt medvirkende til at hjælpe de fattigste lande til mere velstand. Det meste vedvarende energi er elektricitet, og vækst inden for vedvarende energi er derfor i et bestemt område ofte forbundet med udbygning af elnettet, hvilket har en række fordele: Elektricitet kan på effektiv vis konverteres til varmeenergi eller til mekanisk energi, som ikke forurener der hvor det skal bruges. Elproduktion fra vedvarende kilder har højere virkningsgrad end fra de fleste traditionelle energikilder, og kraftværkskapaciteten kan derfor sænkes, i sammenligning med kraftværker på fossile brændsler, hvor der ofte er et energitab på 40 til 65%.
Produktion af vedvarende energi bliver hele tiden billigere og mere effektiv, og dens andel af det totale energiforbrug vokser. Endnu i disse år øges forbruget af kul og olie, men det stagnerer formentlig omkring 2020, hvor væksten i stedet ligger i vedvarende energi og naturgas.

## Historie
De første spor efter menneskeskabte ildsteder er 790.000 år gamle, og fra da af og helt frem til indvinding af kul for alvor tog fart midt i 1800-tallet kom næsten al energi til opvarmning fra vedvarende kilder. For omkring 7.000 år siden begyndte man i Persergolfen og på Nilen at bruge en anden vedvarende energi, nemlig vinden, når man skulle sejle. Gennem det meste af menneskets historie har man klaret sig med traditionelle vedvarende energikilder som fysisk arbejdskraft fra mennesker og dyr, vand- og vindenergi til møller, samt biobrændsel i form af brænde. Endnu omkring år 1900 udgjorde de nyopdagede fossile brændsler olie og naturgas kun en mindre del af USAs energiforsyning, nogenlunde svarende til, hvad sol- og vindenergi udgjorde i 2010. Allerede i slutningen af 1800-tallet var der bekymring for, om man ville løbe tør for fossil brændsel, og om man kunne finde tilstrækkeligt med nye forekomster:

Den tid vil komme, hvor Europas industrier vil løbe tør for de naturressourcer, som er så nødvendige for dem. Oliekilder og kulminer er ikke uudtømmelige, men svinder mange steder hastigt ind. Vil mennesket så vende tilbage til at bruge vindens og vandets kraft? Eller vil han tage hen, hvor den kraftigste af alle varmekilder stråler ned på alle? Historien vil vise, hvad der kommer til at ske.

I 1885 kommenterede Werner von Siemens opdagelsen af den fotovoltaiske effekt (det fænomen at der i visse materialer frembringes en elektrisk strøm, når materialet belyses) med ordene:

Til slut vil jeg sige, at selvom dette er en vigtig videnskabelig opdagelse, vil den omsat i praksis blive mindst lige så vigtig, når vi betænker, at den tilgængelige mængde solenergi både er ubegrænset og gratis, og vil vedblive med at skinne på os i umindelige tider, længe efter at alle jordens kullejer er blevet tømt og glemt.

I slutningen af sin banebrydende bog fra 1905 Den protestantiske etik og kapitalismens ånd hævder Max Weber, at brugen af fossil brændsel er en forudsætning, på godt og ondt, for det moderne industrialiserede forbrugersamfund.
Udvikling inden for solenergi fortsatte frem til 1. Verdenskrigs udbrud, og i en artikel fra 1911 i tidsskriftet Scientific American fremførtes, at "i en fjern fremtid, hvor den fossil brændsel er brugt op, vil udnyttelse af solenergi være menneskehedens eneste måde at overleve".
Teorien om peak oil, fremsat i 1956, forudså at verdens olieproduktion ville toppe omkring år 2000. I 1970-erne begyndte miljøfolk at agitere for vedvarende energi, både som erstatning for de begrænsede olieressourcer og for at frigøre sig fra afhængighed af olietilførsler, og de første vindmøller blev taget i brug. Solvarme havde da allerede længe været brugt til opvarmning og afkøling, men det var først omkring 1980, at elproduktion fra solceller begyndte at blive økonomisk muligt.
I 2014 forudsagde en rapport fra IEA en vækst i vedvarende energiproduktion fra 1.700 gigawatt i 2014 til 4.550 gigawatt i 2040. I 2013 modtog alverdens produktion af fossil brændsel hvad der svarede til 550 mia US$ i statsstøtte, mens vedvarende energi kun modtog 120 mia US$ i støtte.
I løbet af 2010-erne faldt prisen på elektricitet fra vindmøller og solceller dramatisk, så at prisen på disse to energikilder efterhånden er kommet nogenlunde på niveau med elpriser ud fra fossil brændsel.[kilde mangler] Således vandt det svenske Vattenfall i 2016 udbuddet af de kystnære danske vindmølleparker Vesterhav Nord og Vesterhav Syd med en kWh-pris på 47,5 øre.

## Overblik
Mulighederne for at udnytte den vedvarende energi og iværksætte tiltag for at spare på energien er til stede næsten overalt på jordkloden, i modsætning til traditionelle energikilder, som kun er tilgængelige visse steder. Hvis man skifter fra fossile brændsler til forskellige former for vedvarende energi, vil det både gøre energiforsyningen mere sikker og give økonomiske fordele. Samtidig mindskes miljøpåvirkning og luftforurening fra afbrænding af fossil brændsel, hvilket vil gavne folks helbred og øge deres levetid, samt mindske de hermed forbundne sundhedsomkostninger, som alene i USA hvert år beløber sig til flere hundrede mia dollars. Menneskeheden vil kunne stille sit energibehov fra vedvarende kilder uendeligt langt ud i fremtiden, i princippet lige til solen om knap en mia år bliver så stor og varm, at al vand på jorden vil fordampe.
Det er især bekymring over den globale opvarmning, som sammen med høje oliepriser og nedgang i produktionen af fossile brændsler (såkaldt peak oil), har tilskyndet til lovgivning til gavn for kommerciel udbredelse af vedvarende energi.
I USA blev følgerne af finanskrisen inden for vedvarende energi afbødet af Obama-administrationens øgede investeringer og reguleringer. I en fremskrivning fra 2011 fra Det internationale Energiagentur forudses det, at om 50 år vil størstedelen af verdens elektricitet komme fra solenergi.
I 2011 leverede små solcelleanlæg elektricitet til nogle få mio husstande, som gennem lokale netværk også forsynede andre. Mere end 44 mio husstande havde biogas-anlæg til madlavning og belysning, mens mere end 166 mio husstande brugte energi-effektive biomasse-komfurer. FNs generalsekretær Ban Ki-moon har sagt, at vedvarende energi kan løfte de fattigste lande fri af fattigdommen. De senere års vækst inden for vedvarende energi vil formentlig blive yderligere forstærket efter 2020, og allerede i 2013 havde 120 lande sat sig mål mht andel af vedvarende energi, herunder EUs mål om 20% af elektricitet fra vedvarende kilder. Nogle lande har sat sig mål på helt op til 100% vedvarende energi, bl.a. Danmark?. Mere end 20 ikke-europæiske lande har for tidsrummet 2020-2030 sat sig mål på 10-50% vedvarende energi.

### Lande rangordnet efter procent vedvarende energi i elnettet
| Placering | Land                       | Vind-vand- solenergi (%) |
| --------- | -------------------------- | ------------------------ |
| 1         | Albanien                   | 100                      |
| 2         | Bhutan                     | 100                      |
| 3         | Centralafrikanske Republik | 100                      |
| 4         | Lesotho                    | 100                      |
| 5         | Nepal                      | 100                      |
| 6         | Island                     | 100                      |
| 12        | Norge                      | 98                       |
| 21        | Grønland                   | 87                       |
| 38        | Danmark                    | 68                       |
| 50        | Sverige                    | 62                       |
| 61        | Spanien                    | 49                       |
| 68        | Færøerne                   | 46                       |
| 71        | Tyskland                   | 44                       |
| 82        | Finland                    | 38                       |
| 84        | Storbritannien             | 35                       |

### Kernekraft
Der er ikke enighed om, hvorvidt kernekraft skal regnes som en form for vedvarende energi. Hvor traditionelle kernekraftværker med letvandsreaktorer kun udnytter en brøkdel af uran-brændslet, så kan formeringsreaktorer udnytte hele mængden af uran, foruden det langt hyppige forekommende thorium, idet formeringsreaktorer producerer mere atombrændsel end de forbruger. Generelt regnes derfor kernekraft fra formeringsreatorer som vedvarende energi, som også omtalt i Brundtland-rapporten. Når det bliver teknisk og økonomisk muligt, vil uran udvundet fra havvand desuden kunne dække menneskehedens energiforbrug i millioner af år.

### Status pr 2017
Ifølge en REN21-rapport fra 2018 er de aktuelle tendenser inden for produktion af vedvarende energi øget fokus på elektrificering af transport, øget digitalisering, ønsket om at udfase brug af kul, samt at politiske magthavere på alle niveauer tager nye initiativer og sætter sig nye mål. Der er især en tendens til, at nye initiativer inden for både energiproduktion og energibesparelse i stigende grad tages på lokalt eller regionalt i stedet for nationalt plan, som det fx ses med C40-netværket af storbyer. Desuden investerer de fremspirende økonomier i mange tidligere ulande i stigende grad i vedvarende energi og dertil knyttet infrastruktur. Private firmaer spiller også gennem deres investeringsstrategier en stigende rolle mht at fremskynde udbygningen af vedvarende energi.
For tiden ses især vækst inden for vedvarende elproduktion, hvor væksten inden for solceller (fotovoltaik) nu er dobbelt så stor som væksten inden for vindenergi, og større end den samlede vækst inden for fossile brændsler og kernekraft. På transportområdet hæmmes væksten i brug af biobrændsel af politisk ubeslutsomhed og langsom teknologisk udvikling, fx inden for flytrafik. Også inden for opvarmning og afkøling med vedvarende energi halter man bagefter. Dette område har ikke i nær samme grad som vedvarende elproduktion politikernes opmærksomhed, og dette på trods af, at opvarmning og afkøling står for 48% af det samlede energiforbrug, transport for 32%, mens elektricitet står for blot 20%. På det seneste er der dog kommet øget fokus på, hvordan energiproduktion og -forbrug kan udveksles mellem de forskellige energityper, specielt hvad angør elektrificering af opvarmning og transport.
| Type                                  | 2016  | 2017  |
| ------------------------------------- | ----- | ----- |
| Elektricitet (GW)                     |       |       |
| Vandkraft                             | 1.095 | 1.114 |
| Biomasse                              | 114   | 122   |
| Jordvarme                             | 12,1  | 12,8  |
| Solceller                             | 303   | 402   |
| Koncentreret solkraft                 | 4,8   | 4,9   |
| Vindkraft                             | 487   | 539   |
| Bølgekraft                            | 0,5   | 0,5   |
| I alt                                 | 2.017 | 2.195 |
| Varme (GW)                            |       |       |
| Solvarme                              | 456   | 472   |
| Transport (mia liter pr år)           |       |       |
| Ethanol                               | 103   | 106   |
| FAME biodiesel (fedtsyre-metylestere) | 31    | 31    |
| HVO (vandbehandlet planteolie)        | 5,9   | 6,5   |
| Investeringer (mia US$)               |       |       |
| Nye investeringer i vedvarende energi | 274   | 280   |

## Vedvarende energikilder sammenlignet med andre
Vedvarende energis CO2 belastning sammenlignet med andre energikilder:
| Teknologi v               | CO2-ækvivalenter 2008 gCO2/kWh | CO2-ækvivalenter 1995 gCO2/kWh | CO2-ækvivalenter 2006 gCO2/kWh | CO2-ækvivalenter 2010 gCO2/kWh |
| ------------------------- | ------------------------------ | ------------------------------ | ------------------------------ | ------------------------------ |
| Kul                       | 800-1000                       | 1100                           |                                | 450                            |
| Olie                      | 650                            | 800                            |                                |                                |
| Gas                       | 500                            | 850                            |                                |                                |
| Kernekraft                | 5                              | 20                             | 90-140                         | 115                            |
| Biomasse                  | 25-93                          | 75                             |                                |                                |
| Solceller                 | 35                             | 155                            |                                | 30                             |
| Koncentreret solkraft/CSP |                                |                                |                                | 10                             |
| Bølgeenergi               | 25-50                          |                                |                                | 50                             |
| Tidevandsenergi           |                                |                                |                                | 45                             |
| Vandkraft (dæmninger)     | 10-30                          | 205                            |                                | 55                             |
| Vandkraft (floder)        | <5                             |                                |                                |                                |
| Geotermisk energi         |                                |                                |                                | 30                             |
| Vind                      | 5                              | 43                             |                                | 10                             |